# Pavel (kněz)
Pavel byl nejpravděpodobněji pražským archipresbyterem neboli zástupcem řezenského biskupa v Praze ve 20. a 30. letech 10. století. Též byl osobním knězem kněžny Ludmily. Někteří historici jej považovali za představitele slovanské liturgie v Praze.

## Působení v Čechách

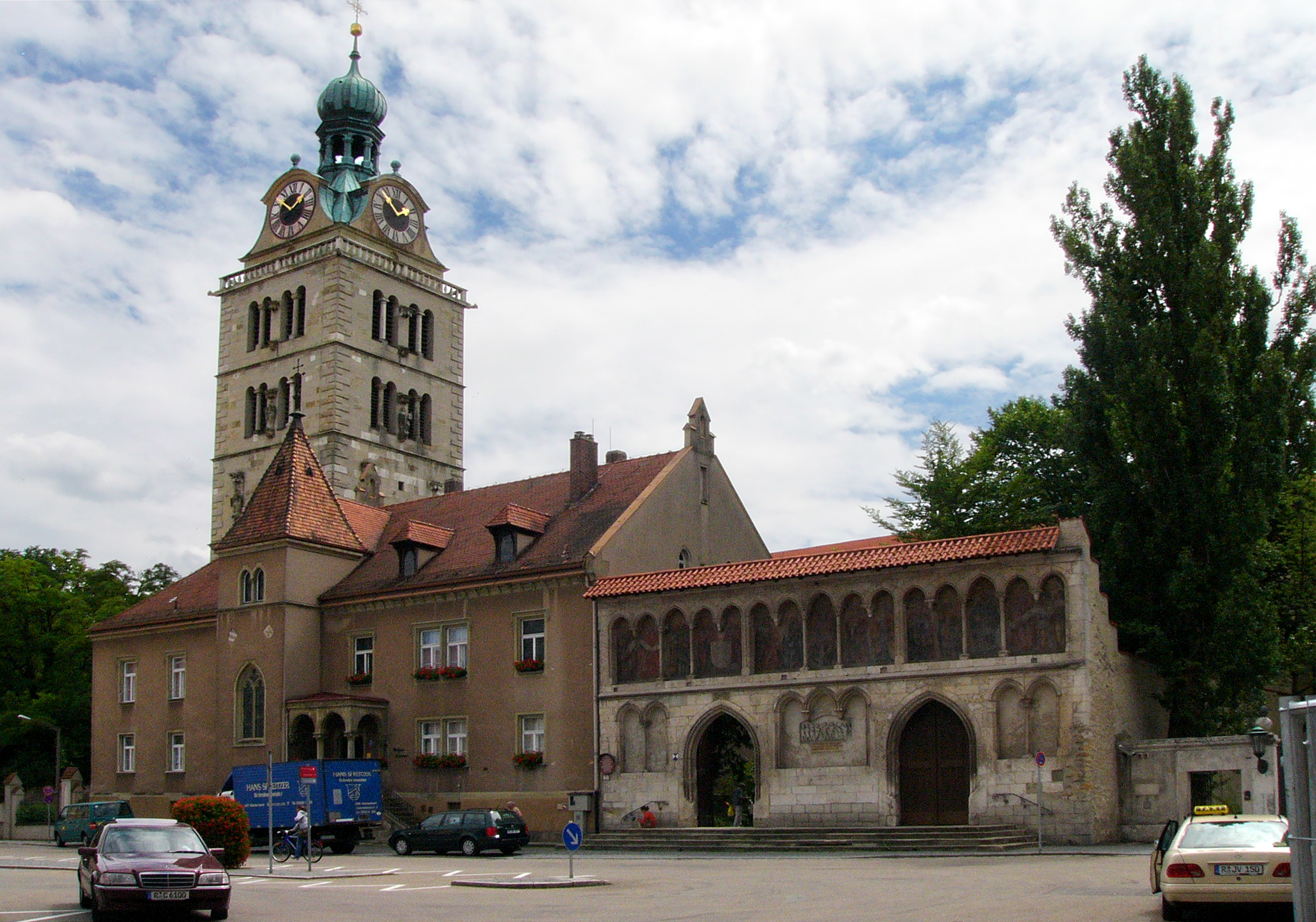
Klášter sv. Jimrama v Řezně, kde před příchodem do Čech působil kněz Pavel

V roce 895, poté, co se knížata Spytihněv a Vitislav podřídila Arnulfovi Bavorskému, se Čechy oficiálně přičlenily k řezenské diecézi a v Praze byl zřízen archipresbyterát. Ten byl následně obsazen právě knězem Pavlem, dříve snad působícím v klášteře sv. Jimrama v Řezně, jehož sem dosadil řezenský biskup Tuto.
Roku 921 archipresbyter Pavel usiloval o přemluvení kněžny Ludmily, aby se Čechy poddaly spojenectví bavorského vévody Arnulfa a saského panovníka Jindřicha I. Později se Ludmila společně s knězem Pavlem odebrali na hradiště Tetín. Když 15. září 921 vrazi Tunna a Gommon Ludmilu na Tetíně uškrtili, Pavel pravděpodobně ještě předtím v noci utekl, soudil Dušan Třeštík. Kněžna Drahomíra posléze ze země vykázala i kněze z Pavlova archipresbyterátu, poněvadž Drahomíra nepodporovala spojenectví bavorského Arnulfa a Jindřicha I. Ptáčníka. Jakmile však na knížecí stolec usedl Václav, Pavel se na pražský dvůr vrátil a znovu zde začal působit.

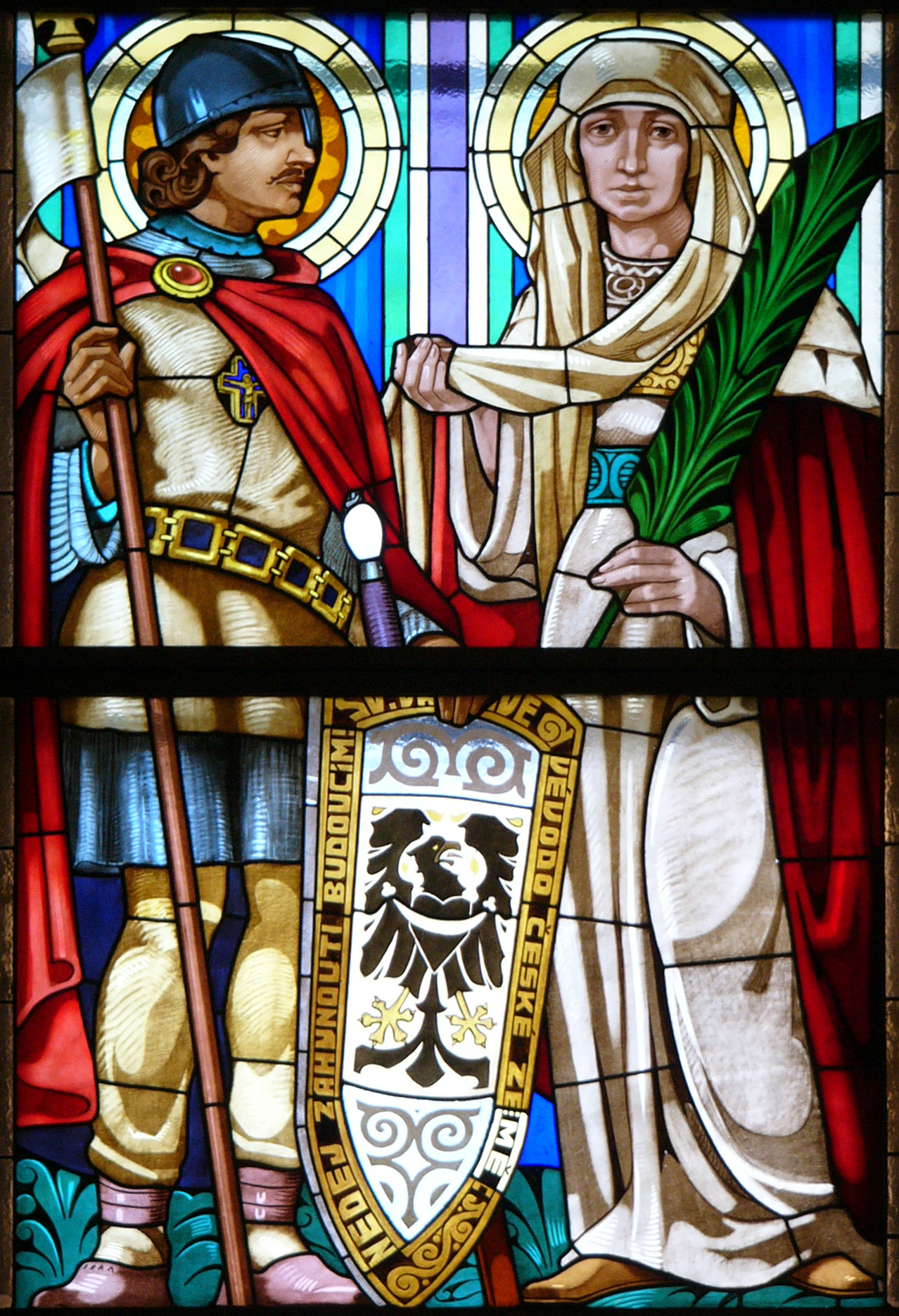
Svatý Václav a svatá Ludmila na vitráži v kostele svatého Cyrila a Metoděje v Olomouci

Když kníže Václav na podzim roku 925 přikázal, aby byly ostatky kněžny Ludmily přemístěny do Prahy, poslové na Tetíně proto vešli do baziliky a odkryli Ludmilin hrob. Poté zjistili, že je hrobní deska ztrouchnivělá, a měli v úmyslu hrob uzavřít. Proti tomu vzdoroval kněz Pavel.
| „                                    | Proti jejich záměru se však postavil jeden kněz, jménem Pavel, který nebožce, pokud dlela na zemi, vždy věrně sloužil. Pravil: "Nikterak se nestane, jak říkáte, nýbrž jak vám poručil kníže! Naleznu-li i jen prach stráveného těla, vyzvednu jej." Ostatní svorně s ním souhlasili a desku zvedli. Deska však, jak ji zdvihali, prolomila se, takže připomenutý Pavel i s hlínou padl na tělo nebožky. Ihned však povstav a hlínu odklidiv nalezl svaté tělo, uchráněné všeho porušení, s výjimkou toho, co na něm ulpělo proloměním víka, když je odklizovali. | “ |
| — Legenda Fuit in provincia Boemorum | |   |

Po vraždě knížete Václava byl Boleslavem I. do Staré Boleslavi kněz Pavel poslán, aby vykonal nad mrtvým Václavem pohřební obřady, mínil Dušan Třeštík. Vratislav Vaníček předpokládá, že kněz Pavel dal popud k přenesení Václavových ostatků do Prahy.

## Sídlo
Sídlo kněze Pavla se nacházelo zřejmě v Praze, jak naznačuje Kristiánova legenda, která uvádí, že svatý Václav ve svém prorockém snu uviděl prázdný a zničený dům archipresbytera Pavla na pražském hradišti. Dřevěný příbytek kněze Pavla byl patrně postaven za vlády knížete Vratislava I. Kněz Pavel kvůli jeho zpustošení nejspíše odešel ze země, jak se domnívá Vratislav Vaníček.